# Лукьяненко, Антон Иосифович
Антон Иосифович Лукьяненко (1916, Нечунаево, Томская губерния — 7 сентября 1944, Сандомир, Свентокшиское воеводство) — капитан Рабоче-крестьянской Красной Армии, участник Великой Отечественной войны, Герой Советского Союза (1944).

## Биография
Родился в 1916 году в селе Нечунаево (ныне — Шипуновский район Алтайского края). После окончания средней школы работал инспектором в районном отделе народного образования. В 1937—1939 годах проходил службу в Рабоче-крестьянской Красной Армии. В 1941 году повторно был призван в армию.
С июня 1942 года — на фронтах Великой Отечественной войны. К сентябрю 1943 года капитан Антон Лукьяненко командовал ротой 955-го стрелкового полка 309-й стрелковой дивизии 40-й армии Воронежского фронта. Отличился во время битвы за Днепр.
В ночь с 23 на 24 сентября 1943 года рота под командованием Антона Лукьяненко переправилась через Днепр в районе хутора Монастырёк (ныне — в черте посёлка Ржищев Кагарлыкского района Киевской области Украины) и приняла активное участие в боях за захват и удержание плацдарма на его западном берегу, отразив 42 немецких контратаки. В тех боях лично уничтожил 2 танка и 1 штурмовое орудие, сам получил ранение, но продолжал сражаться.
Указом Президиума Верховного Совета СССР «О присвоении звания Героя Советского Союза генералам, офицерскому, сержантскому и рядовому составу Красной Армии» от 10 января 1944 года за «образцовое выполнение боевых заданий командования на фронте борьбы с немецко-фашистскими захватчиками и проявленные при этом отвагу и геройство» был удостоен высокого звания Героя Советского Союза с вручением ордена Ленина и медали «Золотая Звезда».
7 сентября 1944 года погиб в бою на Сандомирском плацдарме. Похоронен на месте гибели.

## Награды
Был также награждён орденом Красного Знамени.